# Main Event der World Series of Poker 2010
Das Main Event der World Series of Poker 2010 war das Hauptturnier der 41. Austragung der Poker-Weltmeisterschaft in Paradise am Las Vegas Strip.

## Turnierstruktur

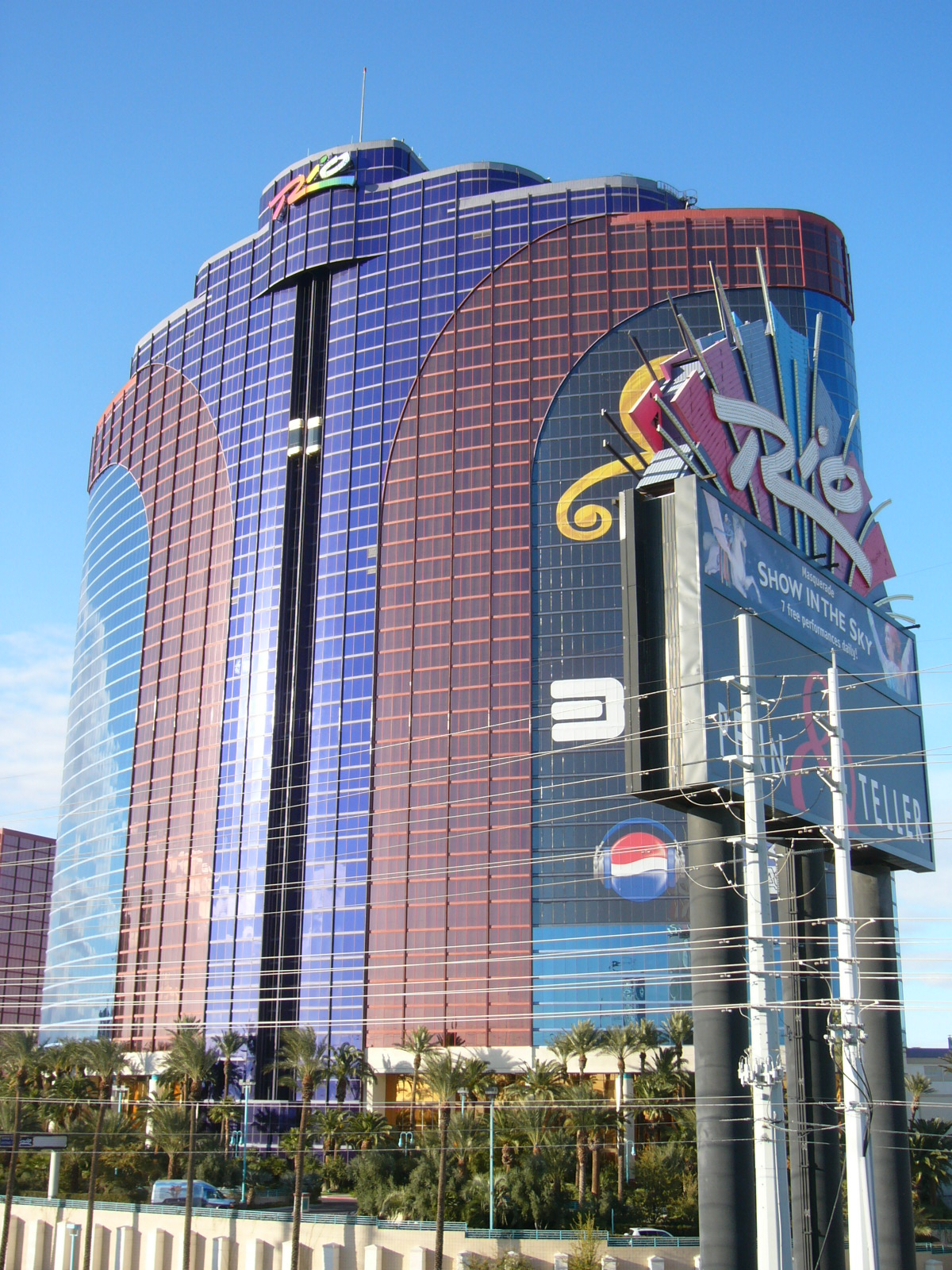
Das Rio All-Suite Hotel and Casino am Las Vegas Strip

Die Anmeldung des Hauptturniers der World Series of Poker in der Variante No Limit Hold’em war auf die vier Tage vom 5. bis 8. Juli 2010 verteilt. Anschließend wurde vorerst bis zum achten Turniertag am 17. Juli gespielt, nach dem nur noch neun Spieler verblieben. Der Finaltisch wurde ab dem 6. November 2010 gespielt. Das gesamte Turnier wurde im Rio All-Suite Hotel and Casino in Paradise ausgetragen. Die insgesamt 7319 Teilnehmer mussten ein Buy-in von je 10.000 US-Dollar zahlen, für sie gab es 747 bezahlte Plätze. Mit Eric (718.),
Donny (345.), Robert (116.) und Michael Mizrachi (5.) kamen erstmals vier Brüder ins Geld. Beste Frau war Breeze Zuckerman, die den 121. Platz für mehr als 57.000 US-Dollar belegte.

## Übertragung
Der US-amerikanische Fernsehsender ESPN sendete vor dem Finaltisch Zusammenfassungen in insgesamt 26 Episoden, die von Norman Chad und Lon McEachern kommentiert wurden. Der Finaltisch wurde live und exklusiv bei ESPN übertragen.

## Deutschsprachige Teilnehmer
Folgende deutschsprachige Teilnehmer konnten sich im Geld platzieren:
| Platz | Herkunft    | Spieler           | Preisgeld (in $) |
| ----- | ----------- | ----------------- | ---------------- |
| 031   | Deutschland | Michael Skender   | 255.242          |
| 120   | Osterreich  | Sebastian Panny   | 057.102          |
| 178   | Deutschland | Manig Löser       | 048.847          |
| 204   | Deutschland | Hans Joachim Hein | 048.847          |
| 224   | Schweiz     | Serge Didisheim   | 048.847          |
| 249   | Schweiz     | Arne Riedberger   | 041.967          |
| 268   | Deutschland | Alexander Purk    | 041.967          |
| 338   | Deutschland | Ingo Paulus       | 036.463          |
| 373   | Deutschland | Jens Weigel       | 036.463          |
| 462   | Deutschland | Marc Tschirch     | 027.519          |
| 495   | Deutschland | Fabian Geisel     | 027.519          |
| 509   | Osterreich  | Thomas Mühlöcker  | 027.519          |
| 524   | Deutschland | Jan Wilhelm       | 027.519          |
| 589   | Deutschland | Heinz Kamutzki    | 024.079          |
| 643   | Deutschland | Thomas Kazemieh   | 021.327          |
| 654   | Deutschland | Alexander Luber   | 021.327          |
| 742   | Deutschland | Mathias Karweta   | 019.263          |

## Finaltisch
Der Finaltisch begann am 6. November 2010. In der finalen Hand gewann Duhamel mit A♠ J♥ gegen Racener mit K♦ 8♦.
| Platz | Herkunft           | Spieler          | Alter * | Preisgeld (in $) |
| ----- | ------------------ | ---------------- | ------- | ---------------- |
| 1     | Kanada             | Jonathan Duhamel | 23      | 8.944.310        |
| 2     | Vereinigte Staaten | John Racener     | 24      | 5.545.955        |
| 3     | Vereinigte Staaten | Joseph Cheong    | 24      | 4.130.049        |
| 4     | Italien            | Filippo Candio   | 25      | 3.092.545        |
| 5     | Vereinigte Staaten | Michael Mizrachi | 29      | 2.332.992        |
| 6     | Vereinigte Staaten | John Dolan       | 24      | 1.772.959        |
| 7     | Vereinigte Staaten | Jason Senti      | 25      | 1.356.720        |
| 8     | Kanada             | Matt Jarvis      | 26      | 1.045.743        |
| 9     | Vereinigte Staaten | Soi Nguyen       | 37      | 0.811.823        |